# RAW
WWE Raw er et amerikansk tv-program, der bliver produceret World Wrestling Entertainment. Det sendes på den amerikansk tv-station USA Network i USA. Showets navn, som WWE har som varemærke under navnet RAW, henviser også til ét af organisationens to brands (RAW og SmackDown), hvor wrestlere, dommere, kommentatorer, osv. medvirker. 
Showet blev sendt første gang 11. januar 1993 på USA Network og varede én time. Showet blev på den station indtil 2000, hvor RAW flyttede til TNN (senere Spike TV). I 2005 flyttede showet tilbage på USA Network. Showet har siden 1993 været vist mandag aften, og det er anerkendt som World Wrestling Entertainments flagskib på grund af dets lange historie og dets fokus på organisationens månedlige pay-per-view-shows. I dag varer showet to timer, men der er nogle gang specielle episoder, der varer tre timer. 
RAW-brandet har mange af WWE's mest populære (og upopulære) wrestlere på kontrakt, heriblandt Seth Rollins, Brock Lesnar, Dean Ambrose, Jeff Hardy og Roman Reigns. Showet bliver kommenteret af Michael Cole, Jerry Lawler og Jim Ross.

## Titler
RAW-brandet råder over fire af World Wrestling Entertainments 11 titler:
- WWE UniversL Championship (RAW's VM-titel)
- WWE Intercontinential Championship
- WWE Raw Tag Team Championship
- WWW Raw Womens Championship